# Escuna Dona Januária
A Brigue Escuna Dona Januária foi um navio de guerra do tipo escuna construída pela marinha portuguesa em 1820 que depois passou a pertencer a Armada Imperial na Guerra da Independência do Brasil participando de algumas batalhas.

## História
A brigue foi construída na província do Grão-Pará em 1820. Após sua aquisição o navio recebeu o nome de Dona Januária em homenagem a irmã de D. Pedro II, Januária de Bragança.

### Guerra da Cisplatina
No ano de 1825 no contexto da Guerra da Cisplatina, o Império iniciou um bloqueio aos portos de Buenos Aires para impedir qualquer tipo de circulação e comercialização na região, uma vez que tropas das Províncias Unidas do Rio da Prata saíram de Buenos Aires para o outro lado do Rio Uruguai apoiando a população local numa rebelião ao Império do Brasil. Neste Bloqueio participaram 3 Corvetas, 5 Brigues, 1 Brigue Escuna (Dona Januária), 1 Barca Canhoneira e 4 Escunas sob o comando do Almirante Rodrigo Ferreira Lobo.

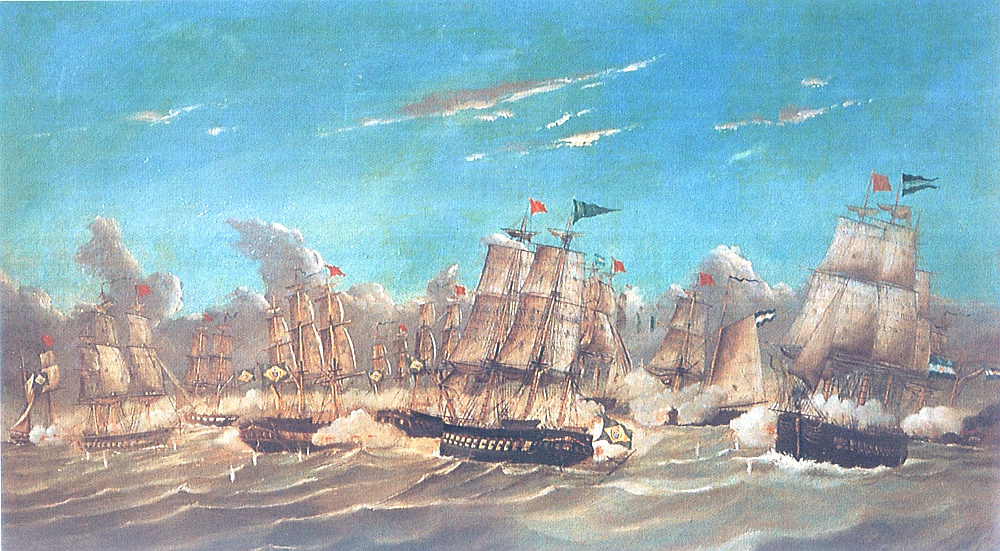
Combate de Punta Colares

No dia 21 de janeiro de 1826 em conjunto com a Corveta Maceió e outros navios veio em socorro a Barca Araçatuba, aprisionada pelos argentinos, não tendo êxito. Ainda em 1826 no dia 9 de fevereiro ocorreu a primeira batalha entre as enquadras brasileira e argentina no episódio conhecido como Combate de Punta Colares. A batalha teve participações de vários navios brasileiros incluindo a Dona Januária. O resultado da batalha foi inconclusivo. No ano seguinte a brigue foi tomada pelos argentinos (que a renomearam para Ocho de Febrero) quando fazia parte da 3.ª divisão da esquadra. Em 30 de maio de 1828, foi retomada no combate de Arregui pela Divisão comandada pelo Capitão-de-Fragata João das Botas, no qual se rendeu à escuna Bela Maria, do comando do 2º Tenente Joaquim Marques Lisboa, que foi, mais tarde, Almirante e Marques de Tamandaré.

### Após a Guerra da Cisplatina
Em 1830 foi redesignada como Patacho. Em 13 de maio de 1836, tomou parte no combate de Pedreiras, e em 23 de agosto, seguiu para a Ilha de Marajó, a fim de bater os 'cabanos' que ali estavam. Foi desarmada no Pará em 13 de junho de 1845.